# Плехановское сельское поселение (Тюменская область)

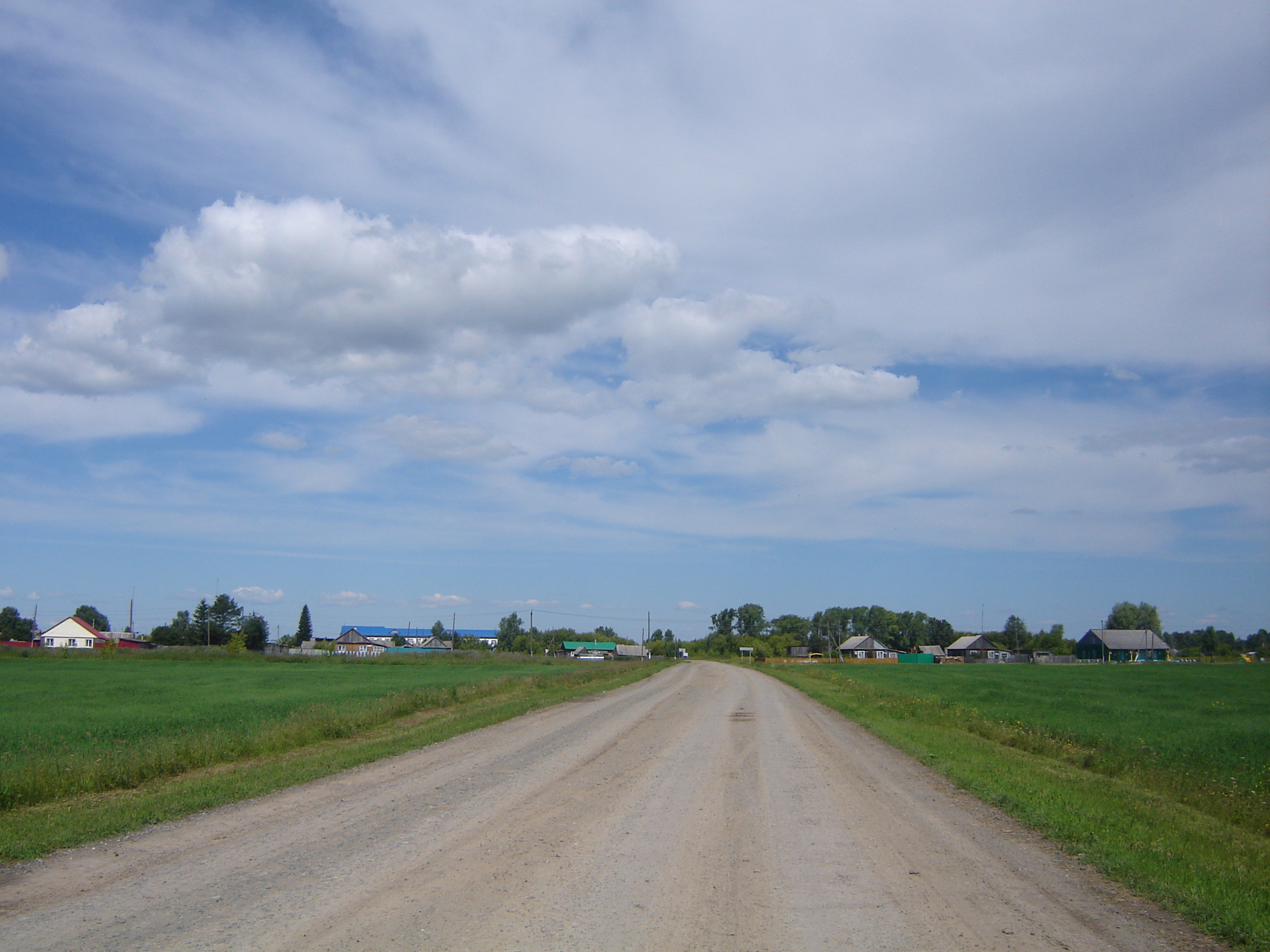
Село Плеханово. Вид с юга

Плехановское сельское поселение — муниципальное образование в Ярковском районе Тюменской области. Бывший Плехановский сельсовет.
Административный центр — село Плеханово.

## История
Плехановский сельсовет был образован 12 ноября 1923 года на территории образованного Иевлевского района в составе Тюменского округа Уральской области.
17 июня 1925 года сельсовет вошёл в состав образованного Ярковского района.
Упразднён Таракановский сельсовет, его территория вошла в состав Плехановского.
С 1937 по 1960 год Плехановский сельсовет входил в состав заново образованного Байкаловского района.
29 октября 1970 года в Плехановский сельсовет вошла территория ликвидированного Верхнесидоровского сельсовета.
Затем в Плехановский сельсовет вошла территория ликвидированного Красноярского сельсовета.
В 1990-х годах сельсовет преобразован в сельское поселение.

## Население
| 2010  | 2011  | 2012  | 2013  | 2014  | 2015  | 2016  |
| ----- | ----- | ----- | ----- | ----- | ----- | ----- |
| 1377  | ↗1378 | ↘1345 | ↘1325 | ↘1309 | ↘1305 | ↘1290 |
| 2017  | 2018  | 2019  | 2020  | 2021  |       |       |
| ↗1299 | ↘1271 | ↘1250 | ↗1267 | ↗1356 |       |       |

## Состав сельского поселения
| № | Населённый пункт | Тип населённого пункта       | Население |
| - | ---------------- | ---------------------------- | --------- |
| 1 | Плеханово        | село, административный центр | 309       |
| 2 | Александровка    | деревня                      | 0         |
| 3 | Большой Краснояр | деревня                      | 231       |
| 4 | Верхнесидорово   | село                         | 166       |
| 5 | Малый Эсаул      | деревнь                      | 98        |
| 6 | Сакандыкова      | деревня                      | 81        |
| 7 | Тараканова       | деревня                      | 86        |
| 8 | Ульянова         | деревня                      | 1         |
| 9 | Усть-Тавда       | посёлок                      | 405       |